# W ciemną noc
W ciemną noc - singel zespołu Feel z albumu Feel, wydany w styczniu 2008 roku.
Utwór był promowany wyłącznie w wybranych rozgłośniach radiowych, zajął m.in. 2. miejsce na liście Top 15 Wietrznego Radia.